# Copa de Algarve 2001
La Copa de Algarve de 2001 fue la octava edición de este torneo. Es una competición anual de fútbol femenino organizada en la región de Algarve en Portugal.
Suecia ganó su segunda Copa de Algarve al vencer en la final a Dinamarca por 3 a 0.

## Equipos participantes
| - Canadá - China - Dinamarca - Estados Unidos | - Finlandia - Noruega - Portugal - Suecia |

## Fase de grupos

### Grupo A
| Equipo         | Pts | PJ | PG | PE | PP | GF | GC | DG |
| -------------- | --- | -- | -- | -- | -- | -- | -- | -- |
| Suecia         | 9   | 3  | 3  | 0  | 0  | 11 | 3  | +8 |
| Canadá         | 6   | 3  | 2  | 0  | 1  | 7  | 6  | +1 |
| Estados Unidos | 3   | 3  | 1  | 0  | 2  | 2  | 5  | -3 |
| Portugal       | 0   | 3  | 0  | 0  | 3  | 2  | 8  | -6 |

| 11 de marzo | Canadá                                            | 3:0     | Estados Unidos | Lagos, |  |
|             | 31' 90' Charmaine Hooper · 37' Christine Sinclair | Reporte |                |        |  |

| 11 de marzo | Suecia                                                                             | 4:1     | Portugal             | Lagos, |  |
|             | 24' Malin Moström · 40' Hanna Ljungberg · 48' Victoria Svensson · 77' Elin Flyborg | Reporte | 2' Maria João Xavier |        |  |

| 13 de marzo | Estados Unidos                             | 2:0     | Portugal | Silves, |  |
|             | 65' Christie Welsh · 87' Stephanie Rigamat | Reporte |          |         |  |

| 13 de marzo | Suecia                                                      | 5:2     | Canadá                     | Silves, |  |
|             | 11' 15' 45' Hanna Ljungberg · 13' (a.g.) · 78' Elin Flyborg | Reporte | 35' 75' Christine Sinclair |         |  |

| 15 de marzo | Suecia                                  | 2:0     | Estados Unidos | Albufeira, |  |
|             | 38' Tina Nordlund · 73' Hanna Ljungberg | Reporte |                |            |  |

| 15 de marzo | Canadá                      | 2:1     | Portugal            | Albufeira, |  |
|             | 8' (a.g.) · 89' Breana Boyd | Reporte | 45' Edite Fernandes |            |  |

### Grupo B
| Equipo    | Pts | PJ | PG | PE | PP | GF | GC | DG  |
| --------- | --- | -- | -- | -- | -- | -- | -- | --- |
| Dinamarca | 6   | 3  | 2  | 0  | 1  | 8  | 2  | +6  |
| China     | 6   | 3  | 2  | 0  | 1  | 6  | 2  | +4  |
| Noruega   | 6   | 3  | 2  | 0  | 1  | 6  | 3  | +3  |
| Finlandia | 0   | 3  | 0  | 0  | 3  | 1  | 14 | -13 |

| 11 de marzo | Dinamarca                        | 2:1 | China     | Montechoro, |  |
|             | 55' Kjældgaard · 84' Gitte Krogh |     | 7' Pu Wei |             |  |

| 11 de marzo | Noruega                                                             | 5:1 | Finlandia        | Montechoro, |  |
|             | 16' 20' Dagny Mellgren · 56' 67' Linda Ørmen · 22' Margunn Haugenes |     | 58' Heidi Kackur |             |  |

| 13 de marzo | Noruega | 0:2 | China                          | Olhão, |  |
|             |         |     | 50' Zhao Lihong · 61' Bai Lili |        |  |

| 13 de marzo | Finlandia | 0:6 | Dinamarca                                                                                               | Olhão, |  |
|             |           |     | 22' Kjældgaard · 35' 60' Gitte Krogh · 42' Merete Pedersen · 70' Mette Jokumsen · 87' Cathrine Sørensen |        |  |

| 15 de marzo | Noruega                  | 1:0 | Dinamarca | Portimão, |  |
|             | 59' Ragnhild Gulbrandsen |     |           |           |  |

| 15 de marzo | China                                    | 3:0 | Finlandia | Portimão, |  |
|             | 27' Liu Ying · 36' Pan Lina · 45' Li Jie |     |           |           |  |

## Fase final

### 7.° puesto
| 17 de marzo | Finlandia                                                         | 3:1     | Portugal                       | Montechoro, |  |
|             | 36' Jessica Julin · 44' Terhi Uusi-Luomalahti · 78' Hanna Ekstrom | Reporte | 16' Susana Maria Silva Martins |             |  |

### 5.° puesto
| 17 de marzo | Noruega                                               | 4:3     | Estados Unidos                                         | Quarteira, |  |
|             | 21' 73' 86' Ragnhild Gulbrandsen · 88' Anne Tønnessen | Reporte | 24' Ally Marquand · 46' Laura Schott · 56' Cat Reddick |            |  |

### 3.° puesto
| 17 de marzo | China                                               | 5:1     | Canadá                 | Loulé, |  |
|             | 42' 65' Bai Lili · 67' 87' Zhao Lihong · 92' Pu Wei | Reporte | 21' Christine Sinclair |        |  |

### Final
| 17 de marzo | Suecia                                                        | 3:0     | Dinamarca | Loulé, |  |
|             | 5' Linda Fagerström · 37' Hanna Ljungberg · 74' Malin Moström | Reporte |           |        |  |

| Campeón           |
| Suecia 2.° título |

## Goleadoras
| Jugadora             | Goles |
| -------------------- | ----- |
| Hanna Ljungberg      | 6     |
| Christine Sinclair   | 4     |
| Ragnhild Gulbrandsen | 4     |
| Bai Lili             | 3     |
| Zhao Lihong          | 3     |
| Gitte Krogh          | 3     |
| Charmaine Hooper     | 2     |
| Pu Wei               | 2     |
| Nadia Kjældgaard     | 2     |
| Dagny Mellgren       | 2     |
| Linda Ørmen          | 2     |
| Elin Flyborg         | 2     |
| Malin Moström        | 2     |